# 太刀光電右エ門
太刀光 電右エ門（たちひかり でんえもん、1897年3月29日 - 1952年5月15日）は、北海道三笠市出身で高砂部屋（入門時は友綱部屋）に所属した大相撲力士。本名は八田 政次（はった まさつぐ（まさじ））。最高位は東大関。

## 来歴
1897年3月29日に北海道空知郡（現：北海道三笠市）で鉱夫の二男として生まれる。1912年の夏に太刀山峯右エ門一行が札幌へ巡業に来た際に兄に付き添われて直接弟子入りを志願したが、小兵だったことで見込みが無いと判断され、諭された上に断られた。それでも政次少年は熱心に入門を志願したため、太刀山自ら「厳しい修行に耐えられるか」と問い、その様子を傍で見ていた代議士も口添えしてくれたため、友綱部屋への入門を許可された。四股名は鋭い眼光をしていたことから「太刀光電右エ門」と命名された。
1913年1月場所で初土俵を踏み、短躯肥満ながら非常に柔軟で、相手と離れて組んでも左右どちらかでも投げを繰り出し、足癖も上手かった。稽古熱心であり、気合十分で鋭い立合いを武器に順調に番付を上げ、1921年1月場所新入幕。1922年5月場所の千秋楽では太刀山の最後の取組で黒星を付けた大錦卯一郎に勝利し、太刀山と涙を流し合って喜んだ。なお、この場所後に三河島事件が勃発したことで大錦はこの一番が最後の土俵になり、「太刀山の最後の対戦相手となった大錦は、太刀山の弟子である太刀光との対戦が最後となる」という因縁めいた対決となった。当初は鞍ヶ嶽楯右エ門、太刀ノ海浪右エ門の方が出世すると思われていたが、その逆境を無類の稽古熱心で補い、二人が平幕で終わったのに対し、1923年1月場所では7勝1敗1分1休の好成績を残して同年5月場所で大関に昇進した。これによって大相撲史上初となる道産子大関となった。
大関昇進後は優勝こそないものの、出場した場所では全て勝ち越すなど安定した成績が続いていたが、1924年1月場所は東京相撲が東京を離れて名古屋の仮設国技館で興業が行われたが、太刀光は休場（ボイコットではない）。さらに1926年5月場所の出羽ヶ嶽文治郎戦で鯖折りを受けて右脚を負傷、その怪我が原因で満足いく結果が残せず、負傷後の4場所は僅か3日間しか出場できず（2勝1敗）、1927年10月場所の西関脇を最後に現役を引退した。
現役時代は柔らかな体からの投げや足技に加え、左おっつけから名人芸とまで評された。
引退後は年寄・鳴戸を襲名し、新聞で相撲評を書いたほか、「大正時代の大相撲」を著した。1937年には師匠である太刀山峯右エ門の還暦を記念し、上野精養軒で史上初となる還暦土俵入りの太刀持ちを務めた。途中、前田山が高砂を継承したことに反発し立浪部屋に移籍し、立浪部屋付きの親方となったしかし、相撲協会での冷遇が続いたことで憤慨して1951年に廃業して郷土に戻り、小樽で在職中に始めていた飲食店を本格経営した。翌1952年5月15日に死去、55歳没。「太刀光」の四股名は、その後太刀光昭洋・大刀光電右エ門へ受け継がれた。

## 成績
- 通算成績：114勝53敗71休8分6預
- 幕内在位：16場所
- 幕内成績：67勝26敗6分2預69休　勝率.720
- 優勝旗手：1回（1923年1月場所）
- 金星：1個（大錦卯一郎）

### 場所別成績
| 1913年 （大正2年） | （前相撲）             | x                | 西序ノ口40枚目 3–1 1預 | x                      |
| 1914年 （大正3年） | 東序二段63枚目 2–3     | x                | 東序二段54枚目 2–3     | x                      |
| 1915年 （大正4年） | 東序二段52枚目 3–2     | x                | 西序二段15枚目 3–2     | x                      |
| 1916年 （大正5年） | 西三段目63枚目 3–1 1分 | x                | 西三段目32枚目 3–1 1預 | x                      |
| 1917年 （大正6年） | 東幕下56枚目 3–1 1預   | x                | 西幕下27枚目 2–1       | x                      |
| 1918年 （大正7年） | 西幕下18枚目 4–1       | x                | 東十両11枚目 3–1       | x                      |
| 1919年 （大正8年） | 西十両筆頭 3–3 1預     | x                | 東十両5枚目 3–2        | x                      |
| 1920年 （大正9年） | 東十両2枚目 4–3        | x                | 東十両2枚目 6–2 1分    | x                      |
| 1921年 （大正10年） | 東前頭18枚目 7–2–1     | x                | 西前頭6枚目 4–5 1分    | x                      |
| 1922年 （大正11年） | 西前頭8枚目 7–2 1分    | x                | 東前頭筆頭 7–2 1分 ★   | x                      |
| 1923年 （大正12年） | 西関脇 7–1–1 1分 旗手  | x                | 東大関 7–1–2 (1預)     | x                      |
| 1924年 （大正13年） | 東大関 0–0–10          | x                | 西大関 7–1 2分1預      | x                      |
| 1925年 （大正14年） | 西大関 3–2–6           | x                | 東大関 7–4             | x                      |
| 1926年 （大正15年） | 東大関 7–3–1           | x                | 西大関 2–2–7           | x                      |
| 1927年 （昭和2年） | 東張出大関 0–0–11      | 東張出大関 2–1–8 | 東関脇 0–0–11          | 西張出関脇 引退 0–0–11 |
| 各欄の数字は、「勝ち-負け-休場」を示す。 優勝 引退 休場 十両 幕下 三賞：敢=敢闘賞、殊=殊勲賞、技=技能賞 その他：★=金星 番付階級：幕内 - 十両 - 幕下 - 三段目 - 序二段 - 序ノ口 幕内序列：横綱 - 大関 - 関脇 - 小結 - 前頭（「#数字」は各位内の序列） |                        |                  |                        |                        |

- 1921年1月の1休､1923年1月の1休はいずれも相手力士の休場によるもの｡